# Carlos Marchena
Carlos Marchena López est un footballeur international espagnol né le 31 juillet à Las Cabezas de San Juan (Andalousie, Espagne). Il évolue au poste de défenseur central ou de milieu défensif.
Ce rugueux défenseur est surtout connu pour avoir formé avec Carles Puyol, la charnière défensive de l'équipe d'Espagne victorieuse du Championnat d'Europe des nations de football 2008.

## Biographie
Marchena a commencé sa carrière professionnelle au Séville FC à l'âge de 18 ans alors que le club joue en deuxième division espagnole. Il fait ses grands débuts en première division contre la Real Sociedad lors de la saison 1999/2000. La relégation du Séville FC à la fin de la saison le pousse vers le Benfica Lisbonne où il ne reste qu'une saison avant d'être transféré au Valence CF afin de remplacer Miroslav Đukić dont la carrière prend fin la saison suivante. En 2002, à l'issue de sa première saison sous les couleurs de son nouveau club, il remporte le Championnat d'Espagne, un titre que n'avait plus remporté Valence depuis 30 ans. C'est lors de cette saison qu'il reçoit sa première cape internationale, le 21 août 2002 lors d'un match nul 1-1 à Budapest face à la Hongrie.
C'est surtout lors de sa seconde saison au Valence CF qu'il s'impose véritablement en défense centrale aux côtés de Roberto Ayala. Lors de la saison 2003-2004, il est l'un des grands artisans de l'équipe qui remporte le doublé: Championnat-Coupe UEFA suivi la saison suivante de la Supercoupe de l'UEFA. Retenu pour l'Euro 2004 comme titulaire au poste de défenseur central, il ne dispute que deux des trois matchs de la sélection espagnole, prématurément éliminée. Averti lors des deux premiers matchs, il était suspendu lors de ce qui sera le dernier match de l'Espagne dans la compétition.
Les saisons qui suivent ne sont guère aussi brillantes pour l'équipe de Valence. En 2004-2005, l'équipe est éliminée dès le premier tour de la Ligue des champions et en 2007, plusieurs de ses joueurs sont impliqués dans une bagarre lors d'un match contre l'Inter Milan. Marchena accusé d'avoir frappé le joueur Nicolas Burdisso, est suspendu pour quatre matchs.
En 2008, il est retenu par Luis Aragonés pour l'Euro 2008. Titularisé en défense centrale aux côtés de Carles Puyol, il remporte la compétition avec l'Espagne. Lors de la saison qui suit, il est nommé capitaine de Valence.
Après avoir remporté la Coupe du monde 2010 avec l'Espagne où il ne joue que quelques minutes, il signe un contrat de trois ans avec Villarreal CF.
En 2012, Marchena quitte Villarreal pour rejoindre le Deportivo La Corogne. Le club descend en D2 en 2013 mais parvient à remonter un an plus tard. Marchena est l'auteur d'un but le 31 mai 2014 lors de la 41e journée qui donne la promotion au Deportivo. Marchena est sans contrat à l'été 2014 et demeure sans club jusqu'en août 2015 lorsqu'il signe avec le club indien de Kerala Blasters. Après avoir manqué le début de la saison en raison d'une blessure, il débute le 18 octobre face au Delhi Dynamos FC (défaite 1 à 0). Le 4 novembre, il quitte son nouveau club pour des raisons personnelles.
Après s'être entraîné avec le club amateur espagnol de CD Gerena, il annonce le 19 janvier 2016 qu'il met un terme à sa carrière de joueur.

## Record d'invincibilité
Le 29 mai 2010, Carlos Marchena bat le record d'invincibilité au niveau international de Garrincha en finissant son cinquantième match de suite avec l'Espagne sans avoir connu la défaite (le défenseur cumule 42 victoires et 8 matches nuls).
Après 57 rencontres sans défaite, Carlos Marchena perd avec l'Espagne contre l'Argentine le 7 septembre 2010.

## Palmarès
- Avec l'Espagne
  - Vainqueur de la Coupe du monde de football 2010
  - Médaille d'argent aux Jeux olympiques de 2000
  - Vainqueur de l'Euro 2008

- Avec Valence CF
  - Vainqueur de la Coupe d'Espagne de football en 2008
  - Vainqueur de la Supercoupe de l'UEFA en 2004
  - Vainqueur de la Coupe UEFA en 2004
  - Vainqueur du Championnat d'Espagne de football en 2002 et 2004